# Biere (Bördeland)

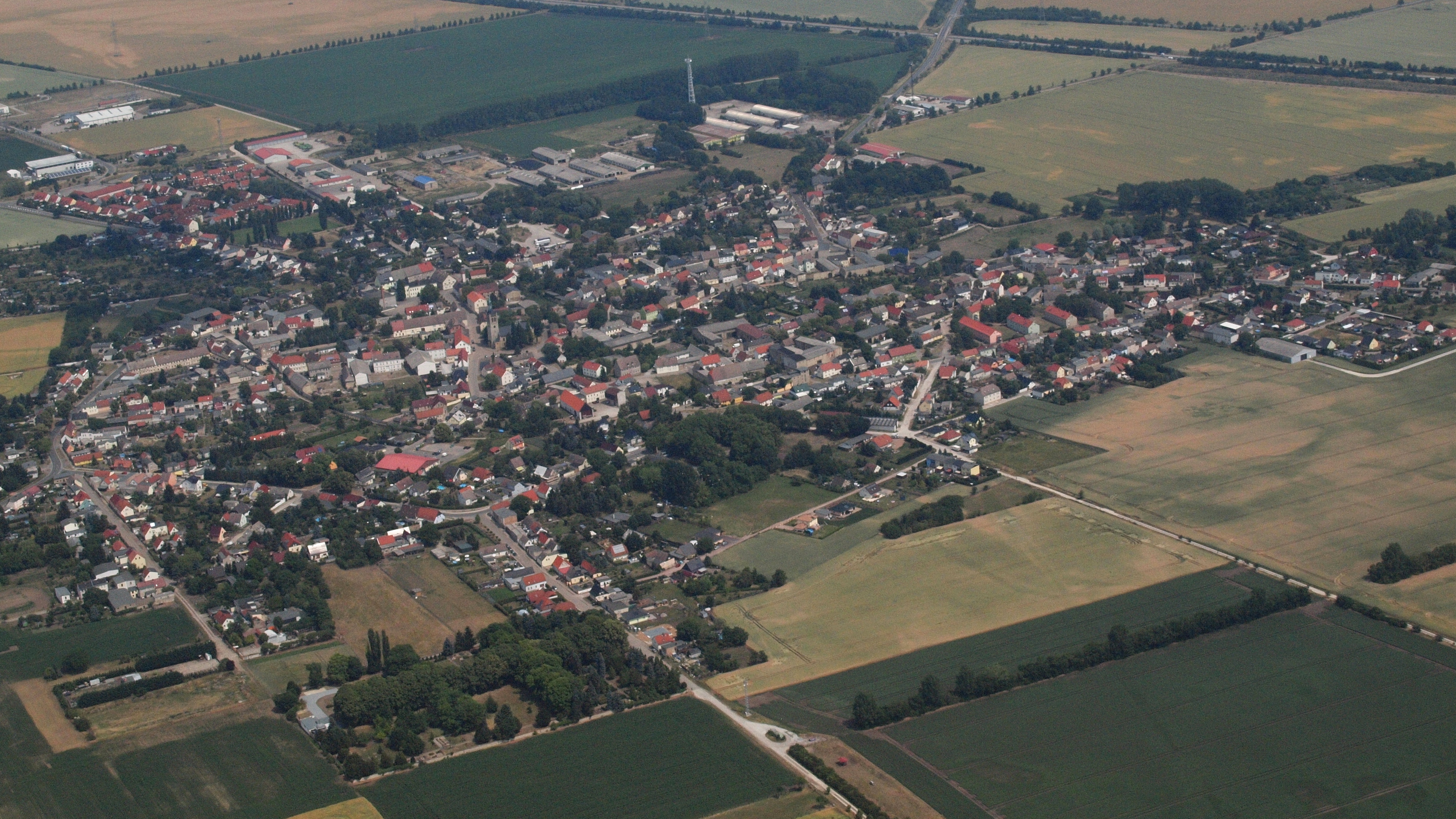
Biere (Bördeland), Luftaufnahme (2015)

Biere ist ein Ortsteil und Sitz der Gemeindeverwaltung der Gemeinde Bördeland im Salzlandkreis in Sachsen-Anhalt. Bis zum 28. Dezember 2007 war Biere eine selbständige Gemeinde.

## Geografie
Mit einem Flächenanteil von 24,66 km² ist Biere der flächenmäßig größte Ortsteil von Bördeland. Der Ort ist umgeben vom ertragreichen Boden der Magdeburger Börde. Das wellige Gelände des Ortsbezirkes fällt von 113 m im Westen auf 67 m im Osten ab, während sich das Niveau in Nordsüdrichtung um 80 bis 90 m bewegt. Der Ortskern von Biere liegt auf 91 m N.N. Die höchste Erhebung im Ortsgebiet ist der nördlich gelegene 122,6 m hohe Bierschberg. Bereits jenseits der Ortsgrenze im Nordosten liegt der 83 m hohe Bierer Berg, Naherholungsstätte der Nachbarstadt Schönebeck. Zwei Kilometer östlich des Ortes liegen zwei Seen, von denen der 4,5 ha große Kohls See als Angelgewässer genutzt wird. Durch beide Seen, die aufgelassene Braunkohlegruben sind, fließt der Mortzgraben, der in Biere beginnt und nach sieben Kilometern in Eggersdorf endet.

## Geschichte

### Entwicklung bis zum 18. Jahrhundert
Das Bierer Umland ist durch Grabfunde als ein vor- und frühgeschichtliches Siedlungsgebiet nachgewiesen. Der Beginn der neuzeitlichen Besiedlung der Bierer Gemarkung reicht bis in das vierte Jahrhundert zurück und erfolgte im Bereich des heutigen Ortszentrums (Große Straße). Die ersten Siedler waren vermutlich die westgermanischen Thüringer, die den Nordthüringgau begründeten. Dieser kam im 9. Jh. unter den Einflussbereich des Bistums Halberstadt. Während der slawischen Besiedlung des Gaus entstand neben der germanischen Siedlung ein slawisches Dorf, das als Klein-Biere spätestens im 15. Jahrhundert zur Wüstung wurde. Von 803 an gehörte Biere zur von Karl dem Großen gegründeten Grafschaft Mühlingen. Die erste urkundliche Erwähnung fand Biere in einer Schenkungsurkunde des Königs Otto I. für das Moritzkloster in Magdeburg vom 21. September 937, dort bezeichnet als bigera (Ort am fließenden Wasser). 1015 lautete der Ortsname Byere, nach ihm benannte sich das adlige Geschlecht der Byern, das 1214 zuerst mit Heinricus de Bieren urkundlich erwähnt wurde. Im 14. und 15. Jahrhundert erweiterte sich der Ort nach Westen hin. 1480 wurde anstelle der alten St.-Stephan-Kirche eine neue Kirche fertiggestellt, die dem Apostel Andreas geweiht wurde. Um 1540 wurde in Biere die Reformation eingeführt. Während des Dreißigjährigen Krieges wurde das Dorf schwer in Mitleidenschaft gezogen. Nach dem Abschluss des Westfälischen Friedens kam Biere 1680 unter die Herrschaft des Herzogtums Magdeburg.

### 19. Jahrhundert
Während der napoleonischen Kriege litt Biere Anfang des 19. Jahrhunderts unter dem Durchzug der französischen Truppen. Nach der Niederlage Preußens lag der Ort zwischen 1806 und 1813 im französisch beherrschten Königreich Westphalen und wurde vom Canton Salze verwaltet. Nach Napoleons Niederlage wurde Biere dem preußischen Kreis Calbe zugeordnet. Ein Großbrand richtete 1835 schwere Schäden im Ort an. Die industrielle Revolution in Deutschland zeigte in Biere zunächst Auswirkungen durch den Braunkohlenabbau in der benachbarten Eggersdorf-Mühlinger Mulde, der zusätzliche Arbeitsplätze schuf. Im Wesentlichen behielt das Dorf jedoch seinen landwirtschaftlichen Charakter. Es erhielt auch keinen direkten Bahnanschluss, die nächsten Bahnhöfe nahmen 1840 in Schönebeck und 1857 in Eggersdorf den Betrieb auf. Nach der Brandkatastrophe von 1835 erholte sich der Ort dank seiner wohlhabenden Landwirtschaft schnell, was u. a. 1850 durch den Neubau der Andreaskirche zum Ausdruck kam. 1880 hatte Biere mit 3.012 Einwohnern einen Höchststand erreicht.

### Vom 20. Jahrhundert bis zur Gegenwart
Bis zum Beginn des Zweiten Weltkriegs sank die Einwohnerzahl wieder und betrug 1939 nur noch 2.312. Der Krieg endete für Biere mit dem Einmarsch amerikanischer Truppen am 12. April 1945. Nach einer kurzen Periode britischer Besatzung gehörte der Ort vom 1. Juli 1945 an zur Sowjetischen Besatzungszone, die am 7. Oktober 1949 in die Deutsche Demokratische Republik (DDR) überging. 1950 wurde Biere im Zuge einer Kreisreform dem neu gebildeten Landkreis Schönebeck zugeordnet. Von 1952 an wurde in der gesamten DDR die private Landwirtschaft zugunsten von Landwirtschaftlichen Genossenschaften (LPG) zerschlagen. In Biere wurden die LPG Bördeland und Bundschuh gegründet, die sich in den 1970er Jahren mit weiteren benachbarten LPG zur Kooperativen Abteilung Pflanzenproduktion (KAP) zusammenschlossen. 1964 wohnten 2.717 Menschen im Ort. Nach der Deutschen Wiedervereinigung 1990 wurden die landwirtschaftlichen Betriebe reprivatisiert, aus der KAP wurde die Landwirtschaftliche-Produktiv-Genossenschaft Bördeland. Die Magdeburger Getreide-Gesellschaft errichtete in Biere ein Nebenlager. Im Jahr 2005 wurde Biere Sitz der neu gegründeten Verwaltungsgemeinschaft Biere. Am 29. Dezember 2007 verlor der Ort seine Eigenständigkeit durch die Eingemeindung in die Gesamtgemeinde Bördeland, wurde aber Sitz der Gemeindeverwaltung. Zu diesem Zeitpunkt hatte Biere 2431 Einwohner. Diese Zahl sank 2009 auf 2283, zu dieser Zeit waren 107 Gewerbebetriebe tätig. Am 24. Oktober 2012 wurde der Grundstein für ein zu diesem Zeitpunkt größtes Rechenzentrum der Deutschen Telekom in Deutschland gelegt. Seitdem werden dort verschiedenste Cloud Services betrieben wie etwa die Open Telekom Cloud. (siehe auch Abschnitt Wirtschaft)

## Ortsname
Der Ortsname stammt wahrscheinlich von dem germanischen Begriff Begira ab, was eine sumpfige Stelle beschreibt. Im heutigen Ort gibt es noch eine Pferdeschwemme, die einst ein großer Sumpf mit Wasserlauf war.

## Politik

### Ortschaftsrat
- SPD: 3
- CDU: 2
- FWgB: 1

Im Ortschaftsrat von Biere sitzen 6 Mitglieder. 
Vorsitzender ist Peter Buchwald (CDU) und Stellvertreter ist Rajko Siedentopf (SPD). 

### Wappen
Das Wappen wurde am 31. Mai 1937 durch den Oberpräsidenten der Provinz Sachsen verliehen. Die Blasonierung lautet: „Gespalten von Silber und Blau; vorn drei rote Rosen mit goldenem Bart und Butzen.“
Der Schöpfer des Bierer Wappens ist unbekannt. Der Wappenschild befand sich erstmals in der Form der Blasonierung auf dem Gerichtssiegel von Biere aus dem Jahre 1592; Rosen als auf den Ort bezügliche Beizeichen standen schon in dem 1527 gebrauchten Gemeindesiegel. Die Farben sind modern ergänzt.

## Sehenswürdigkeiten
Die neoromanische St.-Andreas-Kirche mit ihrem mittelalterlichen Turm steht im Zentrum des Ortes.
Im Nordwesten des Ortes befindet sich ein Sühnekreuz aus dem 13./14. Jahrhundert.
Auf dem Friedhof befinden sich die Grabstätten einer 1943 verstorbenen Zwangsarbeiterin sowie von sechs in den letzten Tagen des Zweiten Weltkriegs ermordeten unbekannten KZ-Häftlingen.

## Persönlichkeiten
- Ferdinand Julius Voelcker (1796–1890), preußischer Generalmajor
- Hedwig Marquardt (1884–1969), Malerin
- Dieter Steinecke (* 1944), Politiker (CDU), Präsident des Landtags von Sachsen-Anhalt
- Kurt Naumann (1948–2018), Theater- und Filmschauspieler

## Wirtschaft
Im nördlich gelegenen Industriegebiet betreibt T-Systems ein Rechenzentrum,51° 59′ 7,1″ N, 11° 39′ 10″ O

## Verkehr
In Biere kreuzen sich die Kreisstraße 1293 und die Landesstraße 69. Die Kreisstraße verbindet Biere mit den Nachbarorten Eickendorf im Süden und Welsleben im Norden. Bei Welsleben kommt man über die Anschlussstelle 7 Schönebeck auf die Bundesautobahn 14 Magdeburg–Leipzig. Über die Landesstraße 69 ist nach sechs Kilometern die Nachbarstadt Schönebeck zu erreichen, in der Gegenrichtung führt die Landesstraße zur Landesstraße 50 (ehemals B 71) Magdeburg–Bernburg. Die nächsten Bahnhöfe befinden sich in Schönebeck (Bahnstrecke Magdeburg–Leipzig) und im 3,5 Kilometer entfernten Eggersdorf (Bahnstrecke Schönebeck–Güsten). Der Flugplatz Magdeburg liegt 15 km entfernt.